# Jimmy McGrory
Pour les articles homonymes, voir McGrory.
James Edward « Jimmy » McGrory, né le 26 avril 1904 dans le quartier de Garngad à Glasgow et mort le 20 octobre 1982 à Glasgow, est un joueur et entraîneur de football écossais. Il joue la plus grande partie de sa carrière dans le club du Celtic FC, club dont il détient le record de buts marqués. Il est ainsi considéré comme une des légendes du club dont après avoir été un des joueurs il est devenu l’entraîneur pendant vingt ans de 1945 à 1965.
Il est surnommé « la sirène » (The Mermaid) pour sa capacité à marquer de la tête alors qu’il ne mesure que 1,70 mètre. Il marque 550 buts en 537 matchs dans toute sa carrière, ce qui fait de lui le plus grand buteur de tout le football britannique. Il fait partie du Scottish Football Hall of Fame, intronisé lors de son inauguration en 2004.
Il est considéré comme l'un des meilleurs buteurs de l'histoire du football.

## Biographie
McGrory naît dans Millburn Street à Glasgow. Il est le fils d'Henry McGrory et de Catherine Coll, tous deux immigrants irlandais catholiques. Henry et Catherine se marient à St. Baithin's Church à St. Johnston, un hameau du district de Laggan dans le Comté de Donegal avant d’émigrer vers l'Écosse. Le grand frère de Jimmy est lui né en Irlande avant que la famille ne déménage vers Glasgow. Elle s’établit dans l’East End et Henry devient ouvrier dans une usine à gaz.
Quand McGrory atteint l’âge de 16 ans, il joue pour l’équipe junior de St. Roch's pour 2 £ par semaine. L’année suivante, en 1922 il s’engage au Celtic Football Club qui le prête aussitôt pour une année au Clydebank Football Club. Entre 1922 et 1937, il marque un total de 395 buts en championnat pour le Celtic auxquels s’ajoutent les treize buts marqués pour Clydebank.
McGrory est le meilleur buteur du championnat d'Écosse de football 1926-1927, 1927-1928 et 1935-1936.
Malgré la capacité de McGrory à marquer des buts, le Celtic attend dix ans à partir de 1926 pour remporter à nouveau le championnat d'Écosse.
Après avoir quitté le Celtic au terme de sa carrière de joueur, McGrory rejoint le Kilmarnock Football Club comme entraîneur. Il ne retourne au Celtic qu’en 1945. Il prend alors en main l’équipe première du club pour vingt ans avant que Jock Stein ne lui succède en 1965. Lors de son passage au Celtic, le club remporte les championnats de 1950-1951 et 1953-1954 et les Coupes de la Ligue d'Écosse de 1957 et 1958.
Sous sa responsabilité d’entraîneur, le Celtic réussit l’exploit de battre son plus grand ennemi le Rangers Football Club sur le score de 7 buts à 1 lors de la finale de la Coupe d'Écosse en 1957. Cela reste en 2011 la plus large victoire du Celtic sur les Rangers, et en même temps la plus large victoire en finale de Coupe en Écosse ou en Angleterre. Cette victoire est aujourd’hui commémorée par une chanson, Hampden in the Sun. McGrory lui fait de son côté l’objet d’une chanson intitulée Willie Maley Song.

## Statistiques
| Club         | Saison   | Championnat | Championnat | Coupe  | Coupe | Glasgow Cup | Glasgow Cup | Glasgow Charity Cup | Glasgow Charity Cup | Total  | Total |
| Club         | Saison   | matchs      | buts        | matchs | buts  | matchs      | buts        | matchs              | buts                | matchs | buts  |
| ------------ | -------- | ----------- | ----------- | ------ | ----- | ----------- | ----------- | ------------------- | ------------------- | ------ | ----- |
| Celtic FC    | 1922 -23 | 3           | 1           | 1      | 0     | 0           | 0           | 0                   | 0                   | 4      | 1     |
| Clydebank FC | 1923-24  | 30          | 13          | 3      | 3     | 0           | 0           | 0                   | 0                   | 33     | 16    |
| Celtic FC    | 1923-24  | 0           | 0           | 0      | 0     | 0           | 0           | 2                   | 1                   | 2      | 1     |
| Celtic FC    | 1924-25  | 25          | 17          | 8      | 11    | 2           | 2           | 1                   | 0                   | 36     | 30    |
| Celtic FC    | 1925-26  | 37          | 35          | 6      | 6     | 6           | 6           | 3                   | 2                   | 52     | 49    |
| Celtic FC    | 1926-27  | 33          | 48          | 6      | 9     | 2           | 2           | 0                   | 0                   | 41     | 59    |
| Celtic FC    | 1927-28  | 36          | 47          | 6      | 6     | 3           | 9           | 1                   | 0                   | 46     | 62    |
| Celtic FC    | 1928-29  | 21          | 21          | 6      | 10    | 4           | 3           | 3                   | 8                   | 34     | 42    |
| Celtic FC    | 1929-30  | 26          | 32          | 3      | 4     | 5           | 4           | 1                   | 1                   | 35     | 41    |
| Celtic FC    | 1930-31  | 29          | 36          | 6      | 8     | 2           | 1           | 1                   | 2                   | 38     | 47    |
| Celtic FC    | 1931-32  | 22          | 28          | 1      | 0     | 3           | 2           | 2                   | 0                   | 28     | 30    |
| Celtic FC    | 1932-33  | 25          | 22          | 8      | 8     | 3           | 2           | 2                   | 3                   | 38     | 35    |
| Celtic FC    | 1933-34  | 27          | 17          | 3      | 1     | 1           | 1           | 0                   | 0                   | 31     | 19    |
| Celtic FC    | 1934-35  | 27          | 18          | 4      | 2     | 1           | 0           | 1                   | 1                   | 33     | 21    |
| Celtic FC    | 1935-36  | 32          | 50          | 1      | 0     | 2           | 0           | 2                   | 1                   | 37     | 51    |
| Celtic FC    | 1936-37  | 25          | 18          | 8      | 9     | 0           | 0           | 0                   | 0                   | 35     | 28    |
| Celtic FC    | 1937-38  | 10          | 5           | 0      | 0     | 1           | 1           | 0                   | 0                   | 11     | 6     |
| Total        | Total    | 408         | 408         | 70     | 77    | 35          | 33          | 21                  | 20                  | 534    | 538   |

## Palmarès

### Joueur
Celtic FC
- Champion du Championnat d'Écosse de football (2) :
  - 1926 & 1936.
- Vice-champion du Championnat d'Écosse de football (4) :
  - 1928, 1929, 1931 &  1935.
- Meilleur buteur du Championnat d'Écosse de football (3) :
  - 1927: 49 buts, 1928: 47 buts & 1936: 50 buts.
- Vainqueur de la Scottish Cup (6) :
  - 1923, 1925, 1927, 1931, 1933 & 1937.
- Finaliste de la Scottish Cup (2) :
  - 1926 & 1928.

### Entraîneur
- Championnat d'Écosse de football (1) :
  - Champion en 1953-1954
  - Vice-champion en 1954-1955
- Coupe d'Écosse de football (2)[3] :
  - Vainqueur en 1950-1951 et en 1953-1954
  - Finaliste en 1954-1955, en 1955-1956, en 1960-1961 et en 1962-1963
- Coupe de la Ligue écossaise de football (2) :
  - Vainqueur en 1956-1957 et en 1957-1958